# Реткино
Реткино — село в Рязанском районе Рязанской области России, входит в состав Турлатовского сельского поселения.

## География
Село расположено в 7 км на юго-запад от центра поселения деревни Турлатово и в 8 км на юг от Рязани.

## История
Село впервые упоминается в приправочных книгах города Пронска 1597 года, в нём значилась церковь Николая Чудотворца. По окладным книгам 1676 года при Никольской церкви села Чемрова значились в причте 2 двора поповых и двор дьячков. В 1815 году помещиком Николаем Матвеевичем Реткиным в селе была построена каменная церковь.
В XIX — начале XX века село входило в состав Затишьевской волости Рязанского уезда Рязанской губернии, с 1925 года — в составе Рязанской волости. В 1905 году в селе был 61 двор.
С 1929 года село являлось центром Реткинского сельсовета Рязанского района Рязанского округа Московской области, с 1937 года — в составе Рязанской области, с 2005 года — в составе Турлатовского сельского поселения.

## Население
| 1859 | 1897 | 1906 | 2010 |
| ---- | ---- | ---- | ---- |
| 315  | ↗562 | ↘523 | ↗924 |